# Fontenay-près-Vézelay
Fontenay-près-Vézelay is een gemeente in het Franse departement Yonne (regio Bourgogne-Franche-Comté) en telt 163 inwoners (2005). De plaats maakt deel uit van het arrondissement Avallon.

## Geografie
De oppervlakte van Fontenay-près-Vézelay bedraagt 15,8 km², de bevolkingsdichtheid is 10,3 inwoners per km².
De onderstaande kaart toont de ligging van Fontenay-près-Vézelay met de belangrijkste infrastructuur en aangrenzende gemeenten.

## Demografie
Onderstaande figuur toont het verloop van het inwonertal (bron: INSEE-tellingen).